# 苗栗縣立苗栗國民中學
苗栗縣立苗栗國民中學（Miaoli County MiaoLi Junior High School），簡稱苗栗國中、縣立苗中（與苗栗高中亦可簡稱苗中區別），位於台灣苗栗縣苗栗市的一所國民中學。

## 歷史
1956年8月，創立。
2000年成立體育班。
2012年9月，成立「苗栗國中棒球隊」。

## 學校班級部分
- 普通班
- 特教班
- 舞蹈班
- 體育班

## 社團
籃球社、英檢社

## 外部連結
- （繁體中文） 苗栗縣立苗栗國中 （页面存档备份，存于）
- 苗栗國中的Facebook專頁